# Noctuelle de l'arroche
Trachea atriplicis
Espèce
La noctuelle de l'arroche (Trachea atriplicis) est une espèce de papillon nocturne de la famille des Noctuidae.
La noctuelle de l'arroche est présente principalement en Europe, presque partout en France.
La chenille est de coloration variable: brun rougeâtre avec des points blancs, gris pourpré ou vert grisâtre. Une ligne medio-dorsale noire. Placé longitudinalement, une large bande rougeâtre ou jaune orangé sur chaque flanc. Le huitième segment abdominal orné d'une grande macule jaune ou rouge. Sa tête est brun rougeâtre. Sa longueur maximum est environ 48 mm. Elle se nourrit d'arroche (Atriplex), chénopodes (Chenopodium), patiences (Rumex), et autres plantes basses de la famille des Polygonacées.

## Cycle biologique
Une ou deux générations par an. En Europe septentrionale : ponte en juin, chenilles de juillet à septembre, nymphose en automne, émergence l'année suivante, en juin. Les cocons se trouvent dans le sol.

## Biotopes
- Marais, bords des cours d'eau, prairies humides, etc.